# Äquatorialguinea-Peseta

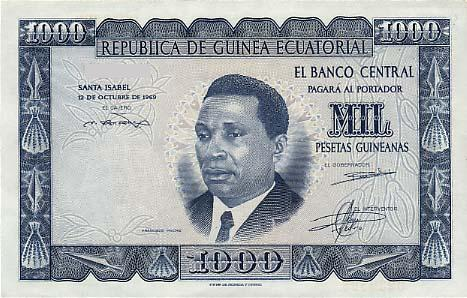
Schein über 1000 Äquatorialguinea-Pesetas

Die Äquatorialguinea-Peseta oder Peseta guineana war die erste Währung Äquatorialguineas nach Erlangung der Unabhängigkeit von Spanien. Die Peseta war von 1969 bis 1975 in Umlauf und besaß Parität zur spanischen Peseta.  Es existierten Münzen zu 1, 5, 25 und 50 Peseten sowie Banknoten zu 100, 500 und 1000 Peseten. Die Münzen hatten die gleichen Dimensionen wie die spanische Peseta und wurden von der staatlichen Münzstätte in Madrid hergestellt.
1975 wurde die Peseta durch den Ekwele im Verhältnis 1:1 abgelöst. 